# Marta Rovira Martínez
Marta Rovira Martínez (Banyoles, 1969) és una sociòloga i escriptora catalana.
Es va doctorar en sociologia per la Universitat Autònoma de Barcelona. Ha treballat com investigadora, escriptora, analista, consultora de polítiques públiques i professora associada a la Universitat Oberta de Catalunya i a la Universitat Autònoma de Barcelona. Va presidir la Fundació Congrés de Cultura Catalana, sent més tard la directora.
Va ser, a més, vicepresidenta del Consell Assessor per a l'impuls d'un Fòrum Cívic i Social pel Debat Constituent, creat el 23 d'octubre de 2018 i dissolt el 1r d'agost de 2019, un cop lliurat al president de la Generalitat l'informe amb l'anàlisi i les conclusions del treball encarregat a aquest Consell Assessor. Per la coincidència de nom i primer cognom, un guàrdia civil que va ser testimoni en el judici al procés independentista català, va confondre Marta Rovira Martínez amb Marta Rovira i Vergés, secretària general d'ERC, fet que es va viralitzar a les xarxes i als mitjans de comunicació.
La seva tasca com a escriptora l'ha portada ha publicar de manera regular articles d'opinió a la premsa, assaigs i llibres on analitza la societat i la política espanyoles, així com l'actualitat catalana. Ha publicat El català i la immigració (1999), Polítiques de la memòria. La Transició a Catalunya (2004), Noves idees per a la gestió de les migracions (2006) (també en anglès), i La Transició franquista. Un exercici d'apropiació de la història (editorial Pòrtic, 2014), aquest últim Premi Carles Rahola d'assaig 2014.
En l'àmbit audiovisual, va dirigir el documental Imaginar un país. El Congrés de Cultura Catalana (2018), estrenat a TV3 dins el programa Sense ficció. El documental combina imatges inèdites del Congrés amb entrevistes a personalitats del món polític, cultural i acadèmic dels països catalans que van tenir-hi un paper destacat.